# Lingua shuadit
Shuadit o Giudeo-provenzale (conosciuto e scritto anche nelle forme Chouhadite, Chouhadit, Chouadite, Chouadit o Shuhadit e conosciuta anche come Judæo-Provençal, Judéo-Comtadin, Hébraïco-Comtadin o shoadit) è stata una varietà della lingua occitana, in particolare era una delle numerose lingue giudaiche esistenti nel passato.
La lingua ci è pervenuta attraverso rari documenti dell'XI secolo. La lingua ha subito un drastico declino a seguito dell'opera svolta dall'Inquisizione in Francia estinguendosi definitivamente con la morte del suo ultimo locutore, Armand Lunel, nel 1977.
La lingua Shuadit consisteva di due distinte varianti:
- la forma utilizzata per i testi religiosi
- la forma popolare utilizzata quotidianamente dalle persone

Come la maggior parte delle lingue giudaiche, l'alfabeto utilizzato era una variante dell'Alfabeto ebraico.